# 清原長谷
清原 長谷（きよはら の はせ）は、平安時代初期の皇族・公卿。姓は真人。中務卿・三原王の孫で、越中守・石浦王の次男。官位は従四位上・参議。勲位は勲七等。

## 経歴
桓武朝後半の延暦17年（798年）兄の友上王とともに清原真人姓を与えられ臣籍降下するが、これは天武天皇の後裔としては初めての清原真人姓の賜与であった。延暦22年（803年）陸奥大掾に任ぜられる。同年には造志波城使・坂上田村麻呂によって志波城の築城が行われており、長谷もこれに従事したか。
嵯峨朝に入ると、蔵人・春宮少/大進を経て、弘仁7年（816年）従五位下に叙爵し、宮内少輔に任ぜられる。弘仁8年（817年）山城介に転じると、弘仁10年（819年）遠江守と嵯峨朝後半は地方官を務めた。なお、遠江守在任中の弘仁11年（820年）には遠江・駿河両国に移配されていた新羅人700名が反乱を起こし、人民を殺害して建物を焼き払うと、さらに伊豆国の官倉を襲撃して穀物を奪い、船で海上に逃亡。これに対して遠江・駿河両国は兵を発して討伐を試みるも失敗したため、相模国・武蔵国など7か国の援軍を要請してようやく鎮圧するとの事件が発生している。嵯峨朝に入ると日本へ渡来する新羅人が急増するが、その中には遠江国などに移配された者も数多くいたと想定される。外国からの人口流入は地方行政における新たな対策を要請するものであったが、遠江・駿河両国の施策は移配された新羅人の実態に馴染まず、住民との摩擦を増長したとの評価もある。
弘仁14年（823年）かつて春宮進として仕えた大伴親王が即位（淳和天皇）すると、右衛門権佐に任ぜられて京官に復す。同年従五位上、天長2年（825年）正五位下次いで従四位下に昇叙されて近衛中将に任官するなど、淳和朝では武官を務めながら急速に昇進する。その後、左衛門督・按察使を歴任し、天長8年（831年）に参議に任ぜられて公卿に列した。天長9年（832年）従四位上に至る。
仁明朝初頭の承和元年（834年）11月26日卒去。享年61。最終官位は参議従四位上行左衛門督兼信濃守。

## 官歴
注記のないものは『六国史』による。
- 延暦17年（798年） 12月24日：臣籍降下（清原真人姓）[1]
- 延暦22年（803年） 正月：陸奥大掾[1]
- 弘仁3年（812年） 3月9日：雅楽助[1]。9月17日：兼播磨権少掾[1]
- 弘仁5年（814年） 正月：蔵人[1]。正月13日：春宮少進（春宮・大伴親王）[1]
- 弘仁6年（815年） 正月12日：春宮大進[1]
- 時期不詳：正六位上
- 弘仁7年（816年） 正月7日：従五位下。正月20日：宮内少輔[1]
- 弘仁8年（817年） 正月11日：山城介[1]
- 弘仁10年（819年） 正月：遠江守[1]
- 弘仁14年（823年） 6月23日：右衛門権佐[1]。11月20日：従五位上。
- 天長2年（825年） 正月4日：正五位下。正月11日：従四位下、近衛中将[1]
- 天長3年（826年） 正月21日：兼安芸守[1]
- 天長6年（829年） 正月16日：兼讃岐権守[1]。2月22日：左衛門督[1]
- 天長7年（830年） 8月4日：兼按察使[1]
- 天長8年（831年） 7月11日：参議、左衛門督按察使如元[1]
- 天長9年（832年） 正月：従四位上[1]
- 天長10年（833年） 3月：辞按察使[1]。11月11日：兼信濃守[1]
- 承和元年（834年） 11月26日：卒去（参議従四位上行左衛門督兼信濃守）